# Ennia Trasila

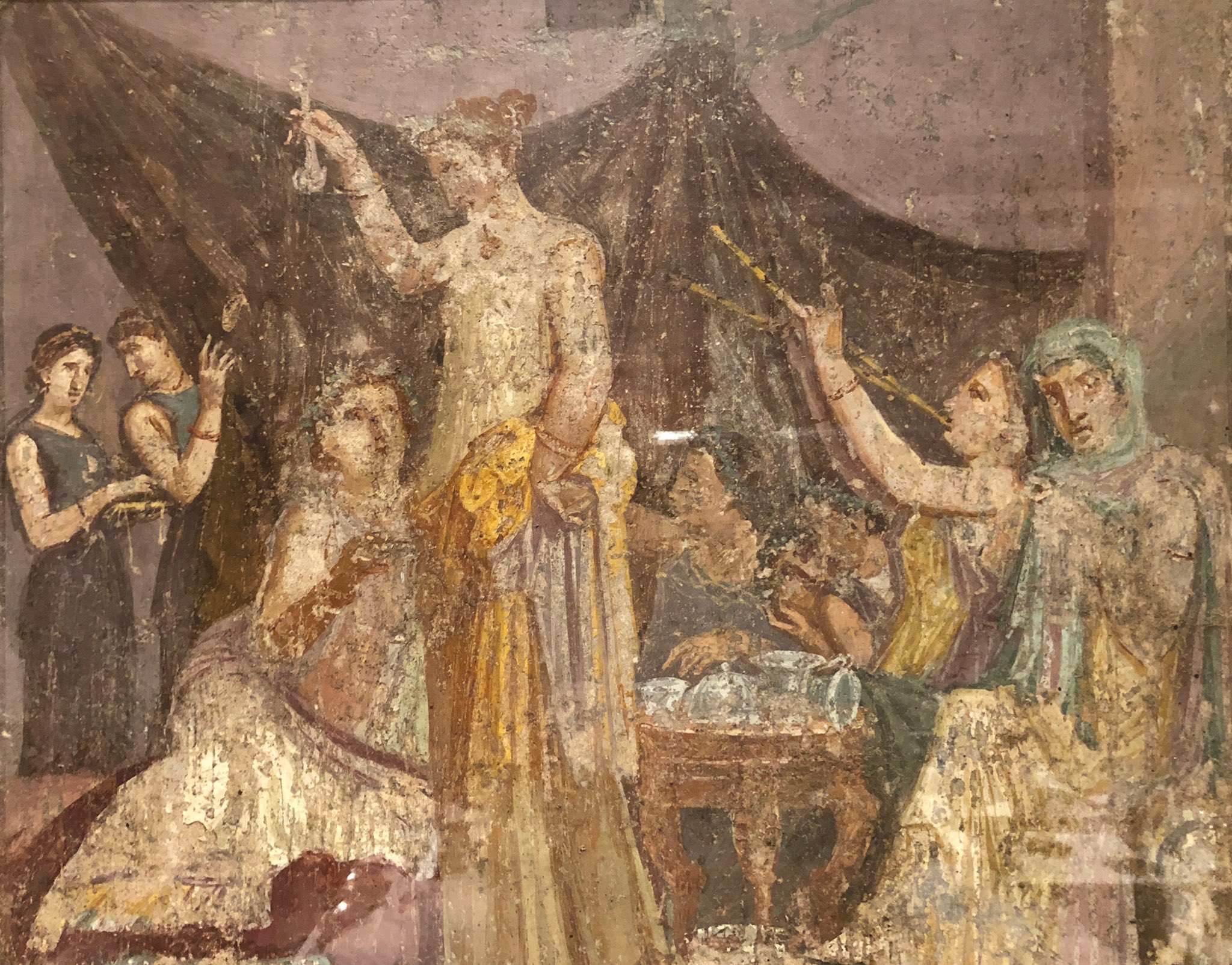
Banquete de damas romanas.

Ennia Trasila  ( c. 15-38) fue una dama romana del siglo I perteneciente a la gens Ennia y esposa del prefecto del pretorio Macrón.

## Nacimiento y familia
Ennia nació alrededor del año 15  y fue miembro de la gens Ennia. Estuvo casada con el prefecto de la guardia Macrón. Está considerada nieta del astrólogo tiberiano Trasilo.

## Biografía
Suetonio relata que Calígula sedujo a Ennia, pero Tácito afirma que Macrón indujo a Ennia a pretender el amor de Calígula. Según esto, ella y Macrón trabajaron conjuntamente para asegurarse su futuro.
Ennia, para acelerar el momento de su advenimiento al trono, consiguió que su marido administrase un tóxico a Tiberio que, tardando en morir, fue estrangulado por Calígula, pero éste, al llegar al poder, olvidó sus promesas e hizo dar muerte a Ennia y a Macrón en el año 38.